# Marie Luise Kaschnitz-Preis
Der Marie Luise Kaschnitz-Preis ist ein Literaturpreis, der seit 1984 alle zwei Jahre zum Gedächtnis von Marie Luise Kaschnitz von der Evangelischen Akademie Tutzing verliehen wird. Mit dieser Auszeichnung sollen Lebenswerke deutschsprachiger Schriftsteller gewürdigt werden. Der Preis ist mit 7500 Euro dotiert (Stand 2024).

## Preisträger
- 1984 Ilse Aichinger
- 1986 Hanna Johansen
- 1988 Fritz Rudolf Fries
- 1990 Paul Nizon
- 1992 Gerhard Roth
- 1994 Ruth Klüger
- 1996 Erica Pedretti
- 1998 Arnold Stadler
- 2000 Wulf Kirsten
- 2002 Robert Menasse
- 2004 Julia Franck
- 2006 Pascal Mercier
- 2008 Sibylle Lewitscharoff
- 2010 Mirko Bonné
- 2012 Thomas Lehr
- 2015 Lutz Seiler
- 2017 Michael Köhlmeier
- 2019 Angelika Klüssendorf
- 2022 Iris Wolff
- 2024 Anja Kampmann